# 타마키 나미
다마키 나미(玉置 成実, 1988년 6월 1일 ~ )는 일본의 가수이다. 2003년에 애니메이션 《기동전사 건담 SEED》의 오프닝 곡으로도 사용돤 싱글 《Believe》를 발표하며 솔로 가수로 데뷔했다.
2017년 9월 1일자로 란티스 계열의 회사인 주식회사 하이웨이 스타로 이적했다.

## 음반 목록

### 싱글
1. Believe (2003년 4월 23일)
2. Realize (2003년 7월 24일)

### 정규 음반
Greeting (2004년 2월 25일)
Make Progress (2005년 5월 11일)
Speciality (2006년 7월 12일)
Don't Stay (2008년 4월 23일)
reason
Brightdown

## 출연

### 영화
- 러브★콤플렉스 (2006년)

### 뮤지컬
- 스윗 채리티 (2006년)
- 하이 스쿨 뮤지컬 (2007년)